# Vertigo arctica
Vertigo arctica е вид коремоного от семейство Vertiginidae.

## Разпространение
Видът е разпространен в Австрия, Андора, Беларус, Великобритания, Германия, Исландия, Испания, Италия, Норвегия, Полша, Словакия, Финландия, Франция, Швейцария и Швеция.